# Anatole Le Grandais
Anatole Le Grandais, né le 5 février 1838 à Brest et mort le 19 avril 1906 à Paris, est un homme politique français.

## Biographie

### Jeunesse et participation à la Commune
Anatole-Marie Le Grandais est le fils de Pierre-Marie-François Le Grandais (1786-1857), capitaine de vaisseau, précepteur maritime du prince de Joinville, maire de Brest entre 1847 et 1848, chevalier de Saint-Louis et commandeur de la Légion d'honneur.
Élève du lycée Louis-le-Grand, Anatole y obtient un premier prix en mathématiques au concours général de 1854. Diplômé en commerce et en droit, il entre en 1865 à la Compagnie des chemins de fer de Paris à Lyon et à la Méditerranée. Républicain, il appartient aux opposants au Second Empire en 1869.
Pendant la Guerre franco-allemande de 1870, Le Grandais prend part à la proclamation de la république et à la défense de la capitale. Après avoir participé au soulèvement du 31 octobre 1870, il donne son adhésion à la Commune et, au début du mois d'avril, commande le 154e bataillon de la Garde nationale lors de la marche du « général » Eudes contre Versailles.
Réfugié en Suisse, il y gagne sa vie en tant que secrétaire de la direction de la Compagnie des chemins de fer de la Suisse occidentale.

### Militantisme (années 1880-1890)
De retour à Paris à la faveur de la loi d'amnistie de 1880, Anatole Le Grandais renoue avec le militantisme, en prenant notamment la parole à plusieurs conférences de groupes radicaux, socialistes et libre-penseurs,. Le 27 décembre 1882, il est nommé secrétaire-général de la Fédération française des groupes socialistes de la Libre-Pensée.
À l'occasion des élections municipales de 1884, il pose sa candidature radicale socialiste dans le quartier des Quinze-Vingts, dont le conseiller sortant est l'opportuniste Ernest Hamel. Malgré un score honorable de 2 013 voix (soit 33,2% des suffrages exprimés), Le Grandais est battu dès le premier tour par Hamel, qui est réélu par 3 051 suffrages (50,4%).
En 1885, il collabore à La France libre d'Adolphe Maujan.
Adhérent au Comité central des groupes républicains radicaux socialistes de la Seine, Le Grandais est nommé membre de la commission exécutive de cette formation le 1er septembre 1885, aux côtés de 24 autres militants, dont François Planteau. À ce titre, son nom est inscrit sur la liste du comité pour les élections législatives de 1885 dans la Seine. N'ayant obtenu que 5 925 voix au premier tour du scrutin, il est absent du second tour.
Entre 1887 et 1892, Le Grandais est chef du personnel à la Compagnie du Panama. Pressenti pour se représenter contre Hamel aux municipales de 1887, il décline cette offre afin de pouvoir se consacrer pleinement à son travail. En juillet 1889, il brigue en vain l'investiture boulangiste aux élections législatives dans le 10e arrondissement. Le même mois, Le Matin annonce par erreur que « Legrandais [sic], ancien colonel de la Commune » devrait être le candidat du général Boulanger dans une circonscription du 11e arrondissement.
Quatre ans plus tard, en vue des législatives de 1893, il pose à nouveau sa candidature, en tant que socialiste, dans la 3e circonscription du 18e arrondissement (La Chapelle-Goutte-d'Or) mais il se retire avant le premier tour pour raisons de santé.

### Mandats parisiens (1898-1906)

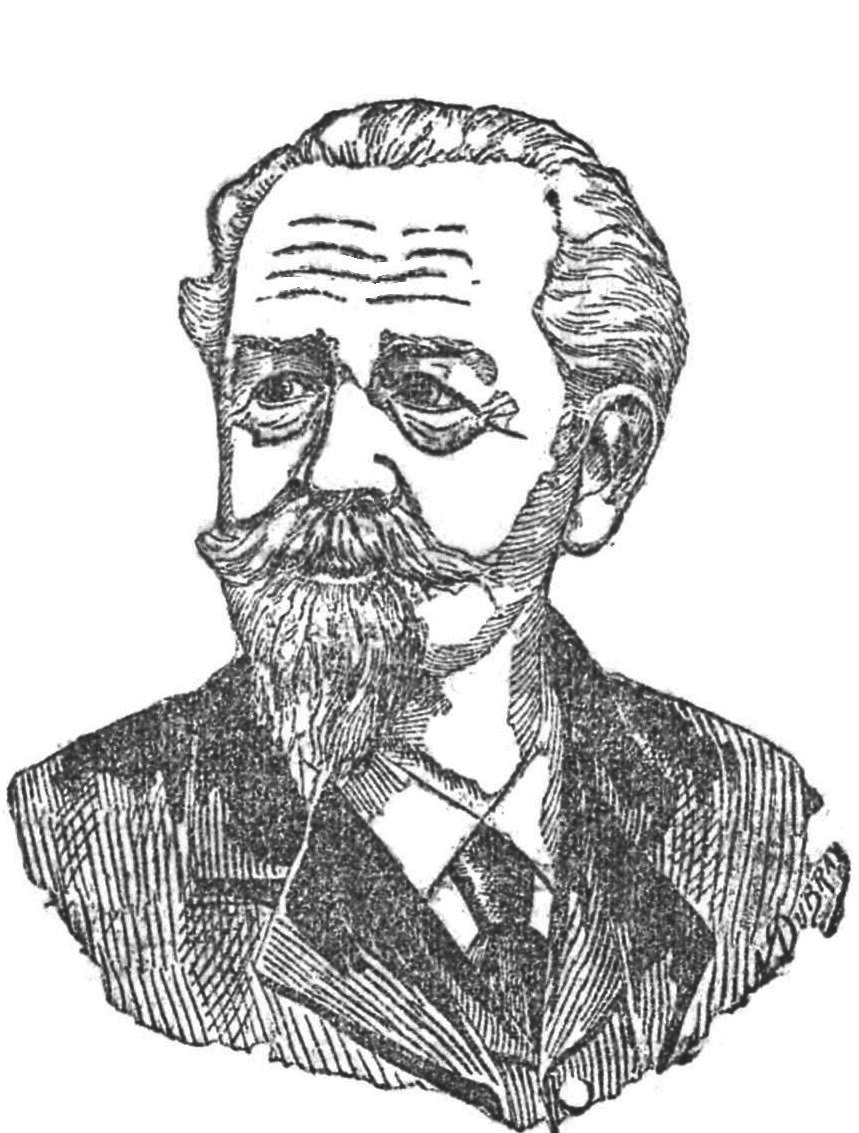
Portrait de Le Grandais par A. Dubray publié dans Le Radical.

Soutenu par le Comité républicain socialiste de Clignancourt (comité Rouanet-Fournière), Le Grandais brigue en octobre 1898 le mandat de conseiller municipal de Paris cédé par Eugène Fournière après l'élection de ce dernier à la Chambre. Avec 3 784 voix au premier tour, soit 32% des suffrages exprimés, il devance tous ses concurrents socialistes, le broussiste Heppenheimer (2 304 voix, soit 19,6%), le socialiste indépendant Gaston Perthuis, soutenu par le PSR (2 249 voix, soit 19,1%) et le socialiste nationaliste Baud (1 188 voix, 10,1%). Heppenheimer puis Perthuis s'étant désisté en sa faveur, Le Grandais est élu au second tour par 6 258 voix, soit 63% des suffrages exprimés.
Siégeant à l'extrême gauche de l'assemblée municipale, Le Grandais appartient en 1899 au groupe socialiste présidé par Louis Navarre. Avec le soutien de ce groupe, il est élu secrétaire du conseil municipal. Lors de la constitution du gouvernement Waldeck-Rousseau, certains conseillers municipaux socialistes proposent un ordre du jour contre l'entrée au ministère de la Guerre du général de Galliffet. Bien qu'élu d'un quartier ayant « souffert des massacres du général marquis de Galliffet », Le Grandais s'abstient car, en tant que dreyfusard, il estime qu'il faut une « canaille pour chasser les canailles de l’État-Major ».
Les élections municipales de mai 1900 sont favorables aux nationalistes dans la plupart des quartiers de la capitale. En ballotage défavorable face au nationaliste Achille Ballière, Le Grandais est battu au second tour, avec 7 563 voix contre 8 476 à son concurrent. Après cette défaite, il appartient la Ligue d'action républicaine, dont il intègre la commission exécutive. Il écrit également des articles dans une revue anticléricale de Montmartre, Le Tocsin. Resté fidèle à son province natale, il préside une société de Bretons de Paris intitulée Le Gui.
Malgré son alliance de longue date avec Gustave Rouanet, député sortant de la deuxième circonscription du 18e arrondissement, Le Grandais s'y présente en dissident lors des législatives de 1902. N'ayant obtenu que 1 699 voix au premier tour, il se désiste de bonne grâce en faveur de Rouanet, qui est ainsi réélu.
Soutenu par l'Avant-garde républicaine socialiste de Clignancourt, Le Grandais prend sa revanche contre Ballière lors des municipales de 1904. Arrivé en seconde position au premier tour (avec 5 555 voix), derrière le docteur Pierre, nationaliste (6 044), mais devant Fournière (3 988) et Ballière (1 884), il bénéficie du désistement de Fournière ainsi que des dissensions à l'extrême droite et retrouve ainsi son siège à l'issue du second tour, avec 10 822 suffrages (contre 7 448 à Pierre).
Le 21 avril 1904, il intervient au conseil municipal afin d'obtenir la reprise d'un emplacement indûment occupé par l'archevêché devant la basilique de Montmartre. En contrepoint à ce monument religieux perçu comme une offense à la mémoire des Communards, une statue du chevalier de La Barre, célèbre victime du catholicisme au XVIIIe siècle, sera érigée sur cette place, conformément à l'idéologie anticléricale que partagent Le Grandais et plusieurs de ses collègues.
En vue des élections législatives de 1906, Le Grandais renouvelle sa candidature socialiste dissidente dans la circonscription de son ancien allié Rouanet. Le 18 avril, alors qu'il vient d'exposer son programme lors d'une réunion publique sous le préau des écoles de la rue Championnet (no 7), un partisan de Rouanet prend la parole pour appeler l'assistance à ne pas voter pour un vieillard ayant « déjà un pied dans la tombe ». Choqué par ce propos, Le Grandais, malade du cœur depuis plusieurs années, est terrassé par une crise cardiaque. Ramené à son domicile du no 14 de la rue des Cloÿs, il y meurt quelques heures plus tard. Son corps est inhumé le 22 avril au cimetière Saint-Vincent.